# Brug 730-738
Brug 730 tot 738 betreft een negental bruggen die in twee termijnen gebouwd zijn in Amsterdam Nieuw-West.

## Inleiding
In de jaren vijftig was dit nog agrarisch gebied, al dan niet al deels sportvelden. Tegelijkertijd breidde de stad qua bevolking en bebouwing uit. Daardoor kwam semi-agrarisch gebied met bijvoorbeeld volkstuintjes in het gedrang. Dat gold bijvoorbeeld voor een tuincomplex van de "Vereniging Amateur Tuinders". Deze vereniging had een gebied nabij de latere Maassluisstraat in Slotervaart dat bebouwd werd met woningen en moest dus verhuizen. De gemeente wees een nieuw terrein aan ten zuiden van de Sloterweg, waar landbouwgebied en sportvelden werden heringericht tot een nieuw volkstuinencomplex. Vanwege de veengronden lagen daar tal van afwateringssloten die deels behouden moesten blijven om ook in de nieuwe situatie water te kunnen afvoeren. Aanleg van het complex geschiedde eigenlijk op dezelfde wijze zoals het Amsterdamse Bos werd aangelegd. Vanaf de Sloterweg werden sporen aangelegd waarover materiaal aan- en afgevoerd kon worden. De uiteindelijke verbinding vanaf de Sloterweg kreeg langzaam de naam het V.A.T.-laantje. In 2000 kreeg die route een nieuwe naam: Lies Bakhuyzenlaan, vernoemd naar een lid van de dorpsraad Sloten en Oud-Osdorp.

## Bruggetjes
Het terrein werd ingericht, deels naar een ontwerp van de Dienst der Publieke Werken. Die was ook verantwoordelijk voor de negen bruggen die nodig waren om het terrein te bereiken. Er werden drie typen ontworpen, één voor de in- en uitgang en twee voor de acht tuinbruggetjes. De esthetische ontwerper is vooralsnog niet bekend; voor de bruggen waren dat in 1955 Dirk Sterenberg, Dick Slebos en Cornelis Johannes Henke, maar hun naam is nergens aangetekend. De werkzaamheden begonnen in oktober 1955, maar moesten al snel stilgelegd worden; het vroor te hard; het terrein was in mei 1956 bijna gereed; de toegang werd iets later voltooid.

### Brug 730
Brug 730 is de toegangsbrug en is een betonnen platte vaste brug, die laag over het water hangt. Ze heeft daarbij de vorm van een duikerbrug. Opvallend daarbij zijn de lage betonnen balustraden; de brug kent geen leuningen. De brug is opgetuigd met een terreinafscheiding, die aan twee betonnen kolommen is opgehangen. In het hekwerk is de naam Tuinpark V.A.T. leesbaar.

### Bruggen 731-738
Hoe plat brug 730 is, zo gebogen zijn de twee typen tuinbruggen. Er zijn boogbruggen voor een overspanning van drie en van vijf meter. De bruggen zijn alle uitgevoerd in beton en hebben ook betonnen balustrades. Ze hebben in navolging van de bruggetjes in het Amsterdamse Bos van Piet Kramer het uiterlijk van Japanse voetbruggen. De meeste van deze bruggen liggen in en om de Bruggenlaan, de naam geldt alleen voor het complex.

## Afbeeldingen

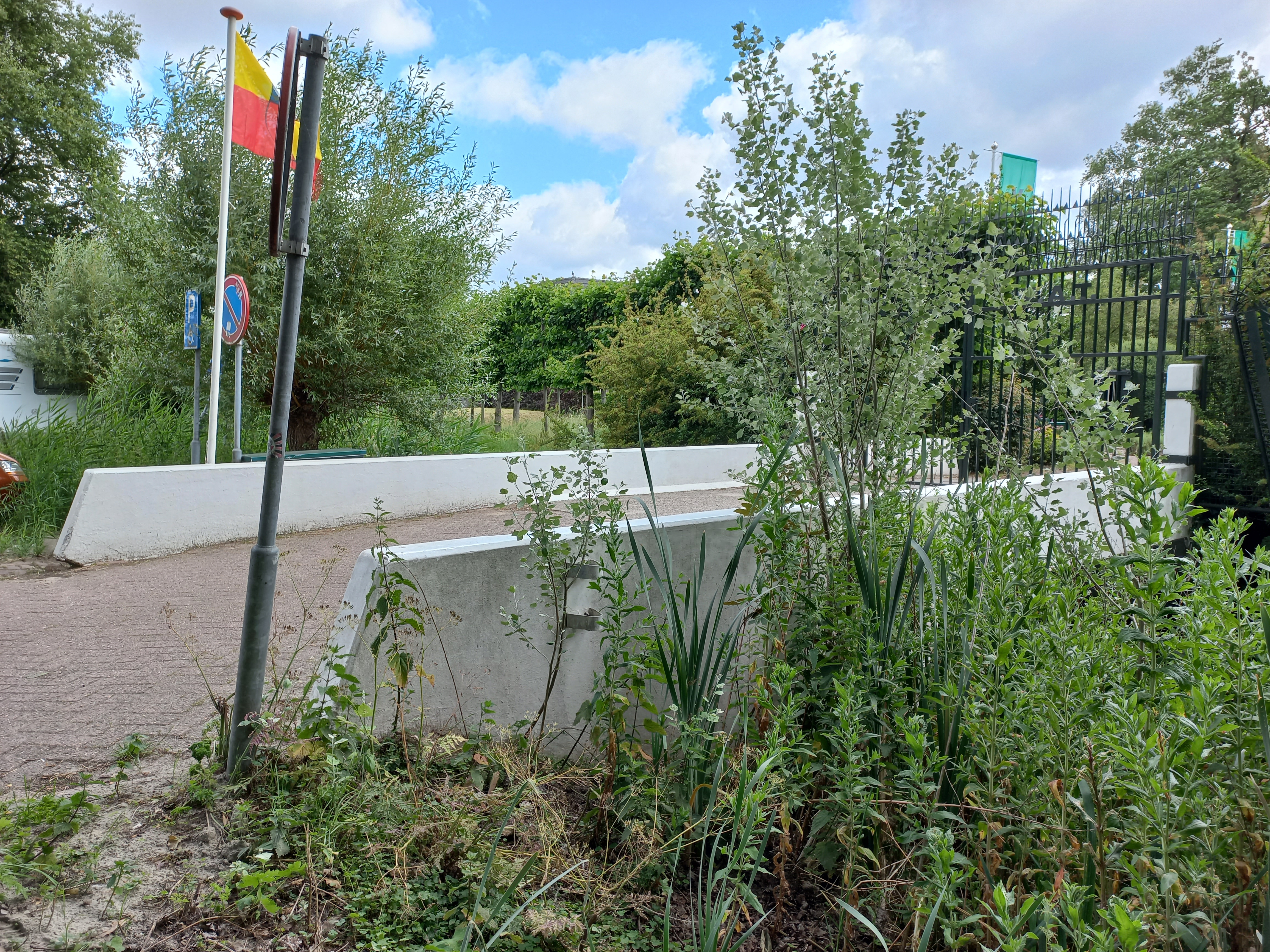
Brug 730 (juni 2022)
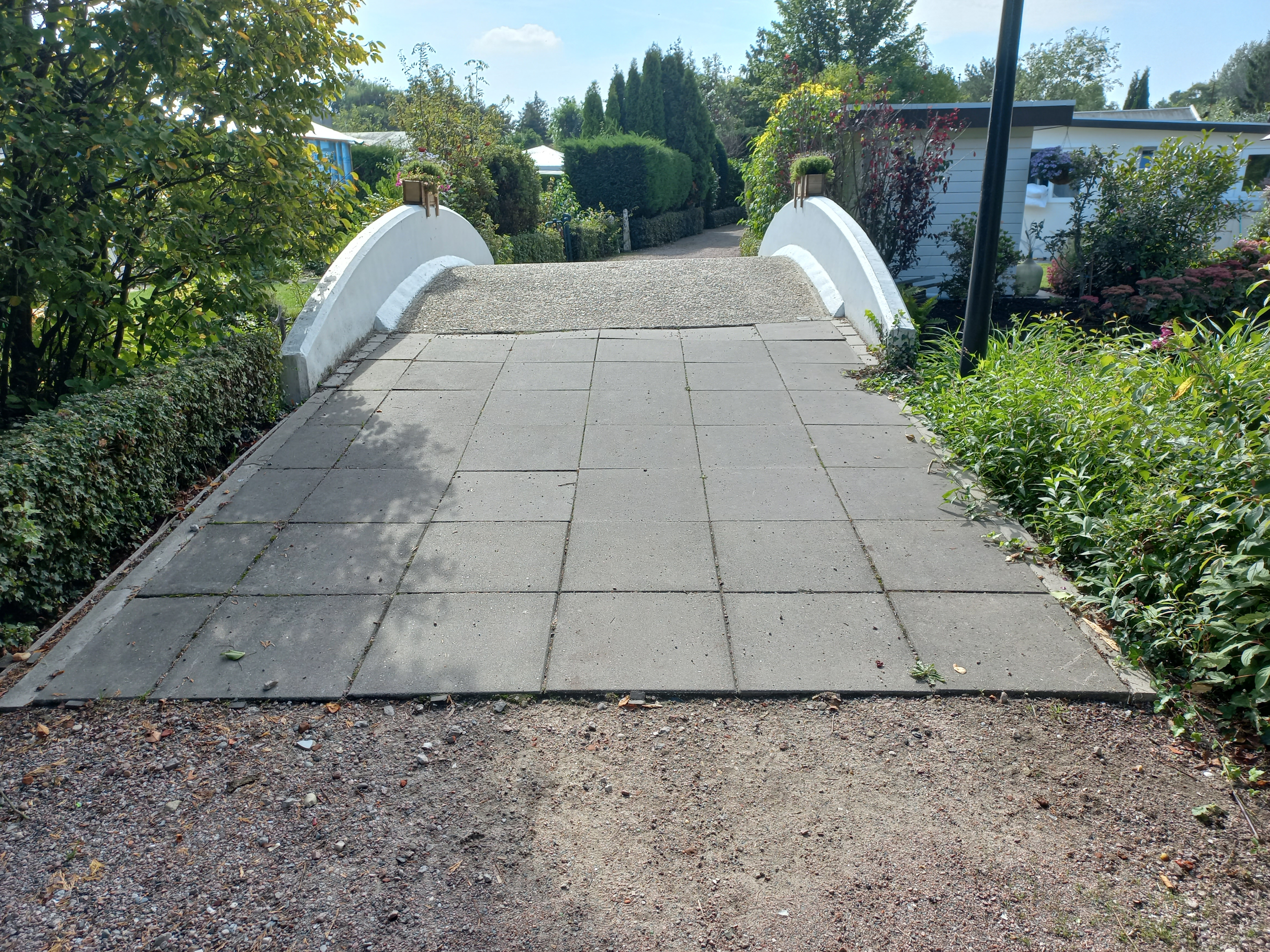
Brug 731 (september 2022)
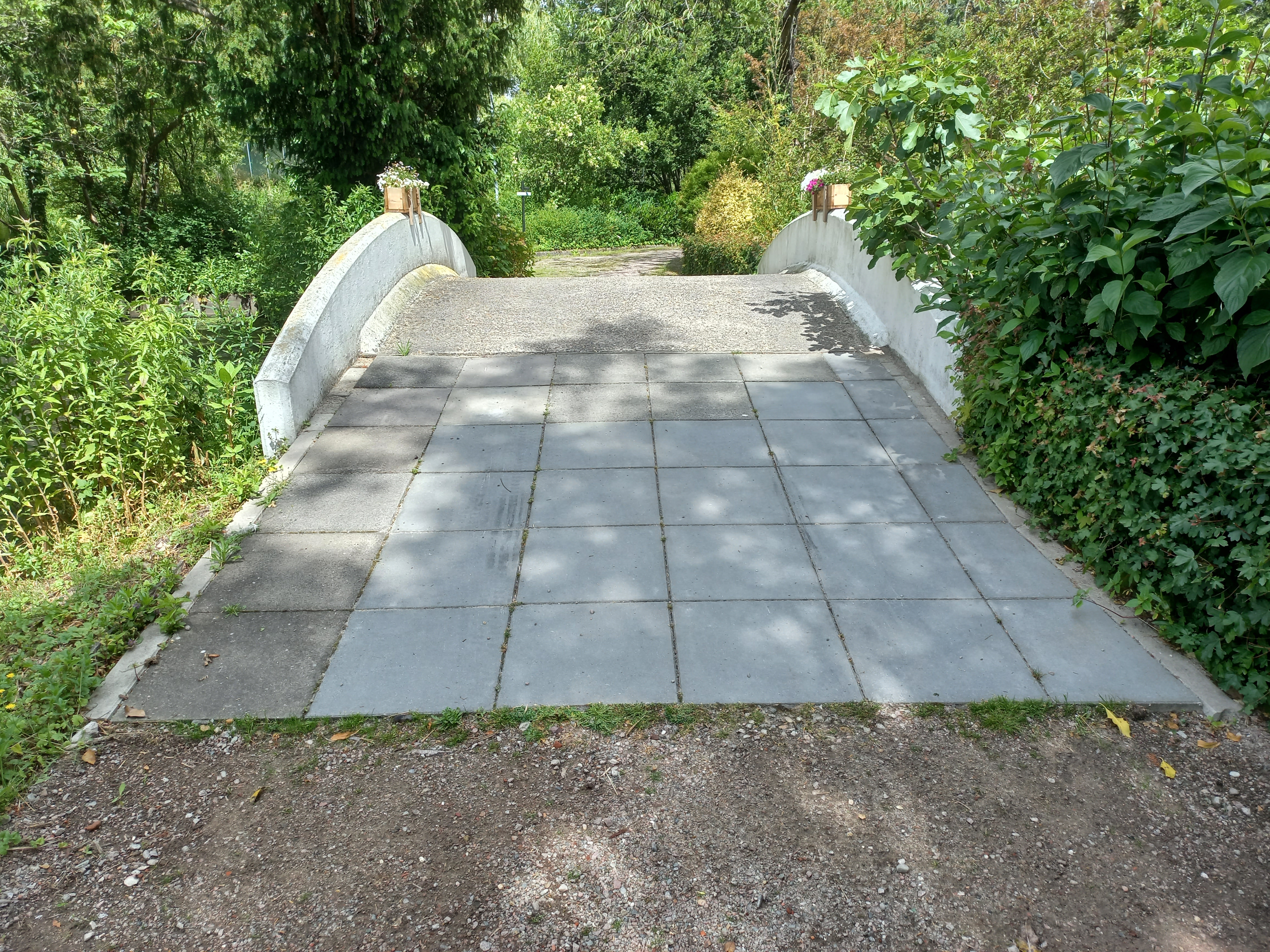
Brug 732 (juni 2022)
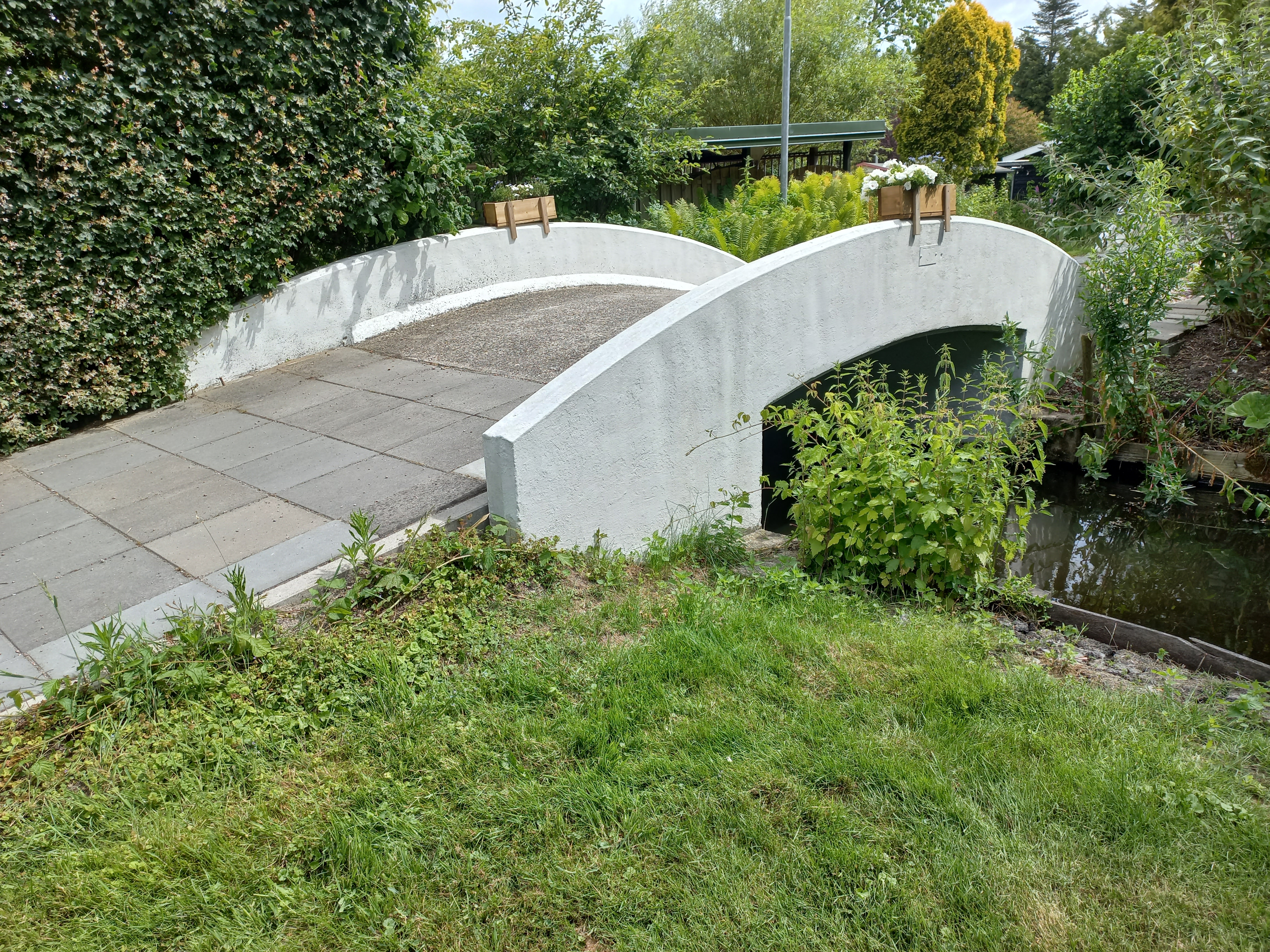
Brug 733 (juni 2022)
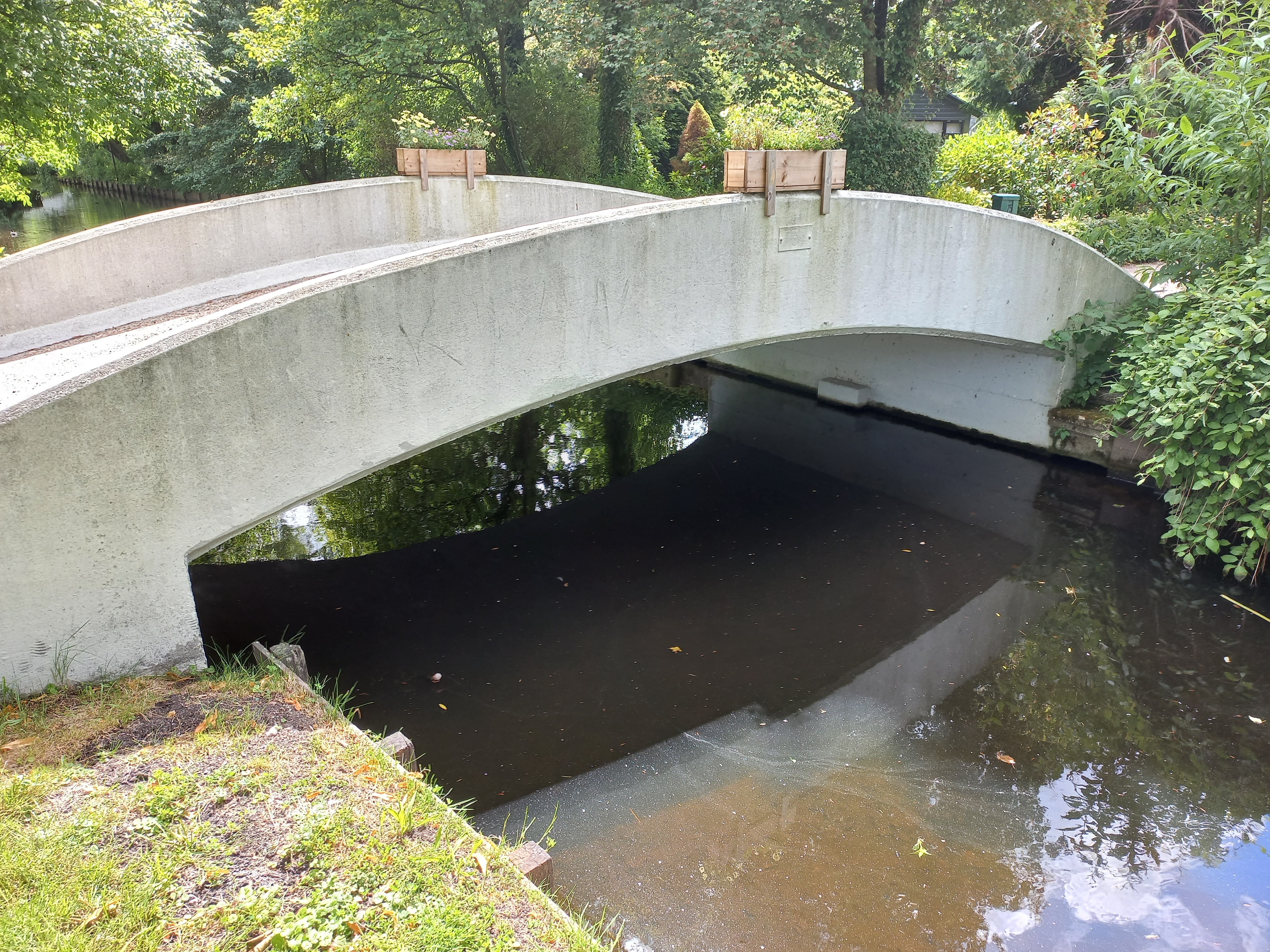
Brug 734 (juni 2022)
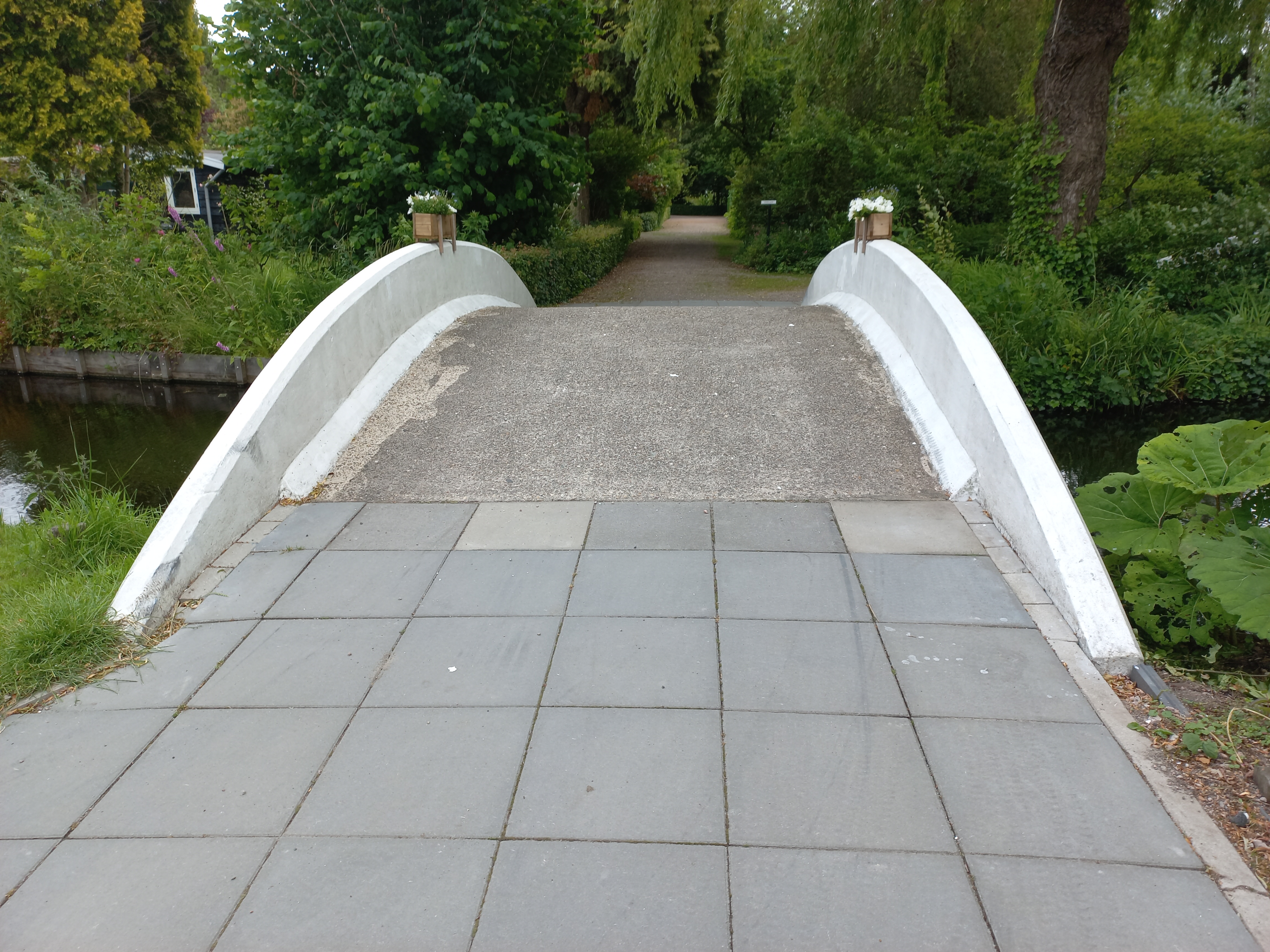
Brug 735 (juni 2022)
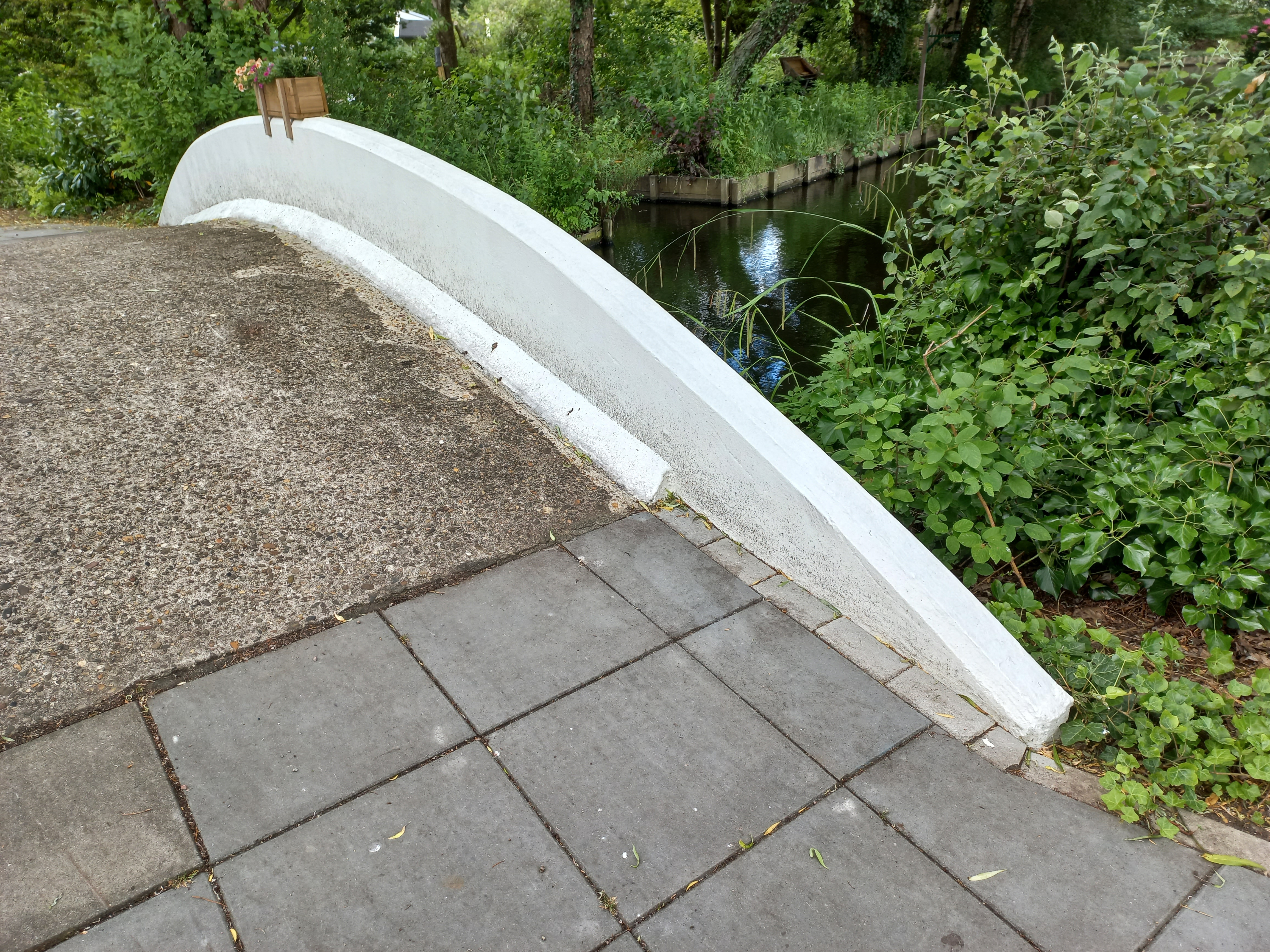
Brug 736 (juni 2022)
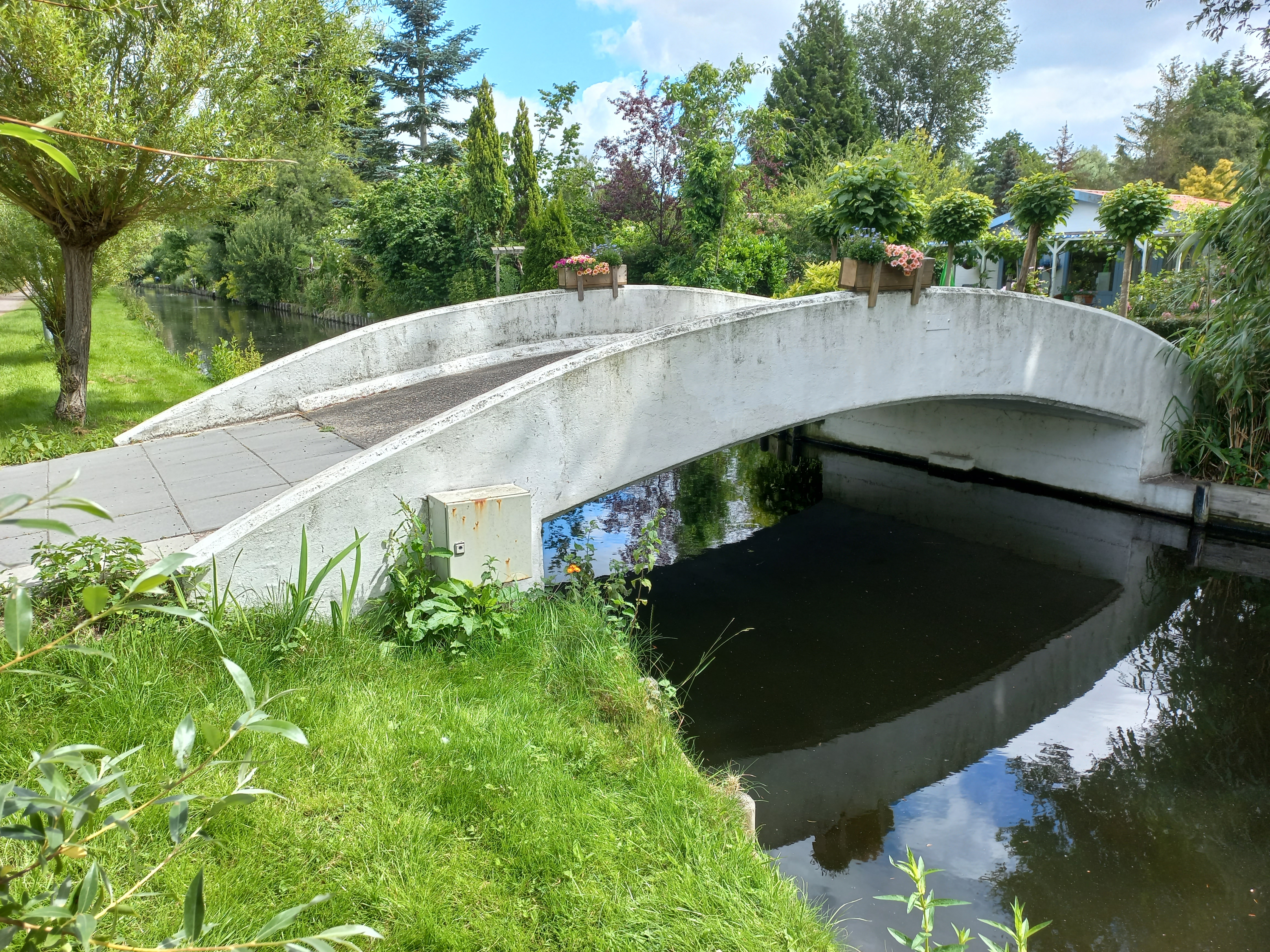
Brug 737 (juni 2022)
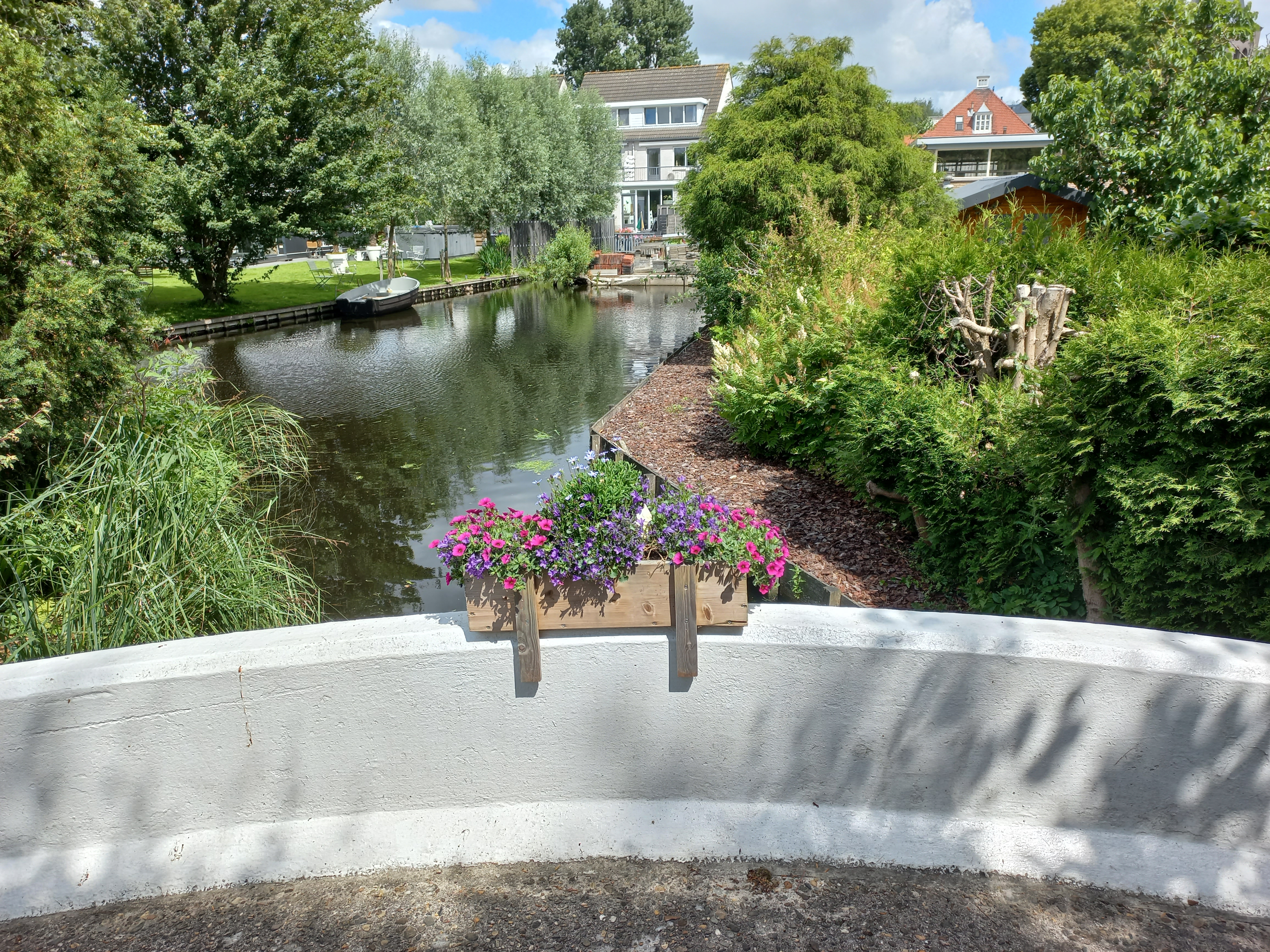
Brug 738, uitzicht naar Sloten (juni 2022)

<<< · 700 · 701 · 702 · 703 · 704 · 705 · 706 · 707 · 708 · 709 · 710 · 711 · 712 · 713 · 714 · 715 · 716 · 717 · 718 · 719 · 720 · 721 · 722 · 725 · 726 · 729 · 730-738 · 739 · 740 · 741 · 742 · 743 · 744 · 745 · 746 · 747 · 748 · 749 · 751 · 752 · 753 · 754 · 755 · 756 · 757 · 758 · 759 · 760 · 761 · 762 · 763 · 764 · 765 · 766 · 767 · 768 · 769 · 770 · 771 · 772 · 773 · 775 · 776 · 777 · 778 · 779 · 780 · 781 · 782 · 783 · 784 · 786 · 787 · 788 · 789 · 790 · 791 · 792 · 793 · 794 · 795 · 797 · >>>
Brugnummers  723, 724, 727, 728, 750, 774, 785, 796 (niet gerealiseerde brug over de Slotervaart), 798 en 799 zijn niet vergeven.